# 크리스 서랜던
크리스 서랜던(Chris Sarandon, 1942년 7월 24일 ~ )은 미국의 배우이다. 《뜨거운 오후》(1975)로 1976년 제48회 아카데미상 남우조연상 후보에 올랐다.

## 출연 작품

### 영화
- 뜨거운 오후 (1975)
- 립스틱 (1976)
- 센티넬 (1977)
- 쿠바 (1979)
- 오스터맨 (1983)
- 프로토콜 (1984, Protocol)
- 바람계곡의 나우시카 (1984)
- 후라이트 나이트 (1985)
- Mayflower Madam (1987)
- 프린세스 브라이드 (1987)
- Goodbye, Miss Fourth Of July (1988)
- 사탄의 인형 (1988)
- 돌아오지 않은 Kal 007기 (1989, Coded Hostile)
- 디트로이트 형사대 (1989, Collision Course)
- 장미빛 모자 (1989, Slaves of New York)
- 이중 살인 (1990, Whispers)
- 어둠의 부활 (1991)
- 위험한 동침 (1992, A Murderous Affair: The Carolyn Warmus Story)
- 팀 버튼의 크리스마스 악몽 (1993)
- David's Mother (1994)
- 욕망의 일기장 (1994, Dark Tide)
- 마녀 (1995, Temptress)
- 데스 콜 (1995, When the Dark Man Calls)
- 함정 (1995)
- 다니엘 스틸 - 위대한 사랑 (1996, No Greater Love)
- 사이버텍 PD (1996, Terminal Justice)
- 아메리칸 퍼펙트 (1997, American Perfekt)
- 리틀 맨 (1997)
- 로드 엔드 (1997)
- 게놈 프로젝트 (2000, Race Against Time)
- 퍼퓸 (2001, Perfume)
- 마리 실종사건 (2004, The Dead Will Tell)
- Loggerheads (2005)
- The Chosen One (2007)
- 마이 쎄시 걸 (2008)
- Multiple Sarcasms (2010)
- 세이프 (2011)
- Frank the Bastard (2013)
- Big Stone Gap (2014)

### 텔레비전
- 펠리시티 (1998)
- 시카고 메디컬 (1998)
- 저징 에이미 (1999)
- Stark Raving Mad (1999-2000)
- ER (2000-02)
- The Court (2002)
- 로앤오더: 범죄 전담반 (2002, 2004)